# Aclerogamasus
Aclerogamasus es un género de ácaros perteneciente a la familia Parasitidae.

## Especies
- Aclerogamasus bicalliger (Athias, 1967)
- Aclerogamasus motasi Juvara-Bais, 1977
- Aclerogamasus stenocornis Witalinski, 2000